# فرودگاه شهری بروتون
فرودگاه شهری بروتون (به انگلیسی: Brewton Municipal Airport) یک فرودگاه همگانی بهره‌برداری هوایی است که یک باند فرود آسفالت دارد و طول باند آن ۱۵۶۵ متر است. این فرودگاه در شهر بروتون کشور ایالات متحده آمریکا قرار دارد و در ارتفاع ۳۰ متری از سطح دریا واقع شده‌است.